# 13 (ブライアン・セッツァーのアルバム)
『13』は、アメリカ合衆国のミュージシャン、ブライアン・セッツァーが2006年に発表したスタジオ・アルバム。

## 背景
「ドント・セイ・ユー・ラヴ・ミー」は、セッツァーの地元の知り合いであるマット・ロッカーが書き下ろした曲。この曲はセッツァーの妻ジュリー・ライテンとのデュエット・ソングで、セッツァーはジョニー・キャッシュとジューン・カーターのデュエットを引き合いに出している。「ロケット・カテドラルズ」はビー・バップ・デラックスのカヴァー。「リアリー・ロカビリー」には、ストレイ・キャッツ時代の盟友スリム・ジム・ファントムが参加した。「バッド・バット・ガール」は日本で書かれた曲で、歌詞には日本語のフレーズも含まれている。
布袋寅泰とデュエットした「バック・ストリーツ・オブ・トーキョー」は、日本では2006年8月23日に“BRIAN SETZER vs HOTEI”名義のシングルとしてリリースされた。また、布袋のアルバム『SOUL SESSIONS』には、「バック・ストリーツ・オブ・トーキョー」に加えて、セッツァーと布袋のデュエットによる「テイク・ア・チャンス・オン・ラヴ」も収録された。

## 反響
本作は日本のビクターエンタテインメントから先行発売され、オリコンチャートでは7週チャート圏内に入って最高18位を記録。また、フィンランドのアルバム・チャートでは2006年の第44週に33位を記録。アメリカでは、『ビルボード』のインディペンデント・アルバム・チャートで35位に達した。

## 収録曲
特記なき楽曲はブライアン・セッツァー作。13.は日本盤ボーナス・トラック。
1. ドラッグ&アルコール（ブリット・ホールズ） - "Drugs & Alcohol (Bullet Holes)" - 4:56
2. テイク・ア・チャンス・オン・ラヴ - "Take a Chance on Love" - 4:00
3. ブロークン・ダウン・ピース・オブ・ジャンク - "Broken Down Piece of Junk" - 2:42
4. ウィ・アー・ザ・マローダーズ - "We Are the Marauders" - 2:27
5. ドント・セイ・ユー・ラヴ・ミー - "Don't Say You Love Me" (Matt Rocker) - 3:17
6. リアリー・ロカビリー - "Really Rockabilly" - 3:07
7. ロケット・カテドラルズ - "Rocket Cathedrals" (Robert Bryan) - 2:49
8. ミニ・バー・ブルース - "Mini Bar Blues" - 2:07
9. バッド・バッド・ガール - "Bad Bad Girl (In a Bad Bad World)" - 4:27
10. ヘプキャットがブルーになったら - "When Hepcat Gets the Blues" - 2:48
11. バック・ストリーツ・オブ・トーキョー - "Back Streets of Tokyo" - 4:47
12. エヴリバディーズ・アップ・トゥ・サムシング - "Everbody's Up to Somethin'" - 2:45
13. ロック・ユア・ワールド - "Rock Your World" - 4:47
14. ザ・ヘネピン・アヴェニュー・ブリッジ - "The Hennepin Avenue Bridge" - 3:09

## 参加ミュージシャン
- ブライアン・セッツァー - ボーカル、ギター、エレクトリックベース、バンジョー、ウクレレ
- ロビー・シェヴリエ - ピアノ
- ロニー・クラッチャー - ダブル・ベース
- バーニー・ドレセル - ドラムス
- ジョン・ダンカン - オルガン
- アーラン・シェアーバウム - ハモンドオルガン
- ステファン・カク - チューバ
- ジュリー・ライテン - ボーカル(on 5.)
- スリム・ジム・ファントム - ドラムス(on 6.)
- 布袋寅泰 - ボーカル、ギター(on 11.)